# Tapura arachnoidea
Tapura arachnoidea là một loài thực vật thuộc họ Dichapetalaceae. Đây là loài đặc hữu của Gabon.